# باسوساری
باسوساری (به فرانسوی: Bassussarry) یک کمون در فرانسه است که در canton of Ustaritz واقع شده‌است.

## خصوصیات
باسوساری ۷ کیلومترمربع مساحت و ۲٬۴۰۵ نفر جمعیت دارد و ۸ متر بالاتر از سطح دریا واقع شده‌است.